# Jigsaw (альбом)
Jigsaw — второй студийный альбом английской рэперши Lady Sovereign, выпущенный 6 апреля 2009 года в Великобритании лейблами Midget Records и EMI. Альбом не попал в чарты продаж, так как являлся бюджетным, хотя он смог попасть на 11 позицию в ARIA Urban Albums Chart, так как такие пластинки могли участвовать в этом чарте.

## Бэкграунд
Lady Sovereign выпустила новый альбом 6 апреля 2009 года в Великобритании и 7-го — в США посредством собственного лейбла Midget Records, ранее известного как SOV Music, в сотрудничестве с EMI Records. Под своим лейблом, она сказала следующие слова: «Сейчас я чувствую себя отлично. Я чувствую, что смогла преодолеть свои тёмные времена. Я выбираю, с кем хочу работать. Никто не сможет указывать мне, заставлять что-то делать, потому что я босс.»

## Название альбома
Альбом получил название Jigsaw (рус. Пазл), так как по словам певицы: «на нём присутствуют разные жанры».

### Продюсирование и написание песен
В работе принимали участие продюсеры Dr. Luke, Бенни Бланко и Medasyn. Lady Sovereign сказала, что её первый альбом был «не последовательным», но «это помогло» ей. На своей второй пластинке «несколько треков посвящены тому, что происходило в два года». При работе над ней, она слушала электронную и инструментальную музыку. Также она заявила о том, что работа с Medasyn была «вдохновением», так как они «обычно придумывали некоторые безумные биты вместе». В первом сингле «I Got You Dancing» певица экспериментировала с программой Auto-Tune.

## Промоушн
В начале декабря 2008 года Lady Sovereign загрузила на свою страницу в MySpace песню «I Got You Dancing», назвав это «ранним подарком на Рождество». В феврале 2009 года для продвижения новой пластинки, певица выступила в ночном клубе The Echo в Лос-Анджелесе. Также в середине марта она выступила на фестивале South by Southwest в городе Остин, штат Техас, и сообщила о своём североамериканском туре, который начнётся в мае 2009 года.

## Отзывы критиков
Музыкальная пресса неоднозначна отнеслась к Jigsaw. Сайт Metacritic, на основе 25 опубликованных обзоров, вычислил среднюю численную оценку пластинки — 57 баллов из 100.

## Список композиций
Все песни написаны Луизой Харман и Габриэлем Олеговичем.
1. «Let’s Be Mates» — 3:20
2. «So Human» (Lukasz Gottwald, Benjamin Levin, Robert Smith) (основан на семпле из песни of «Close to Me» группы The Cure) — 3:56
3. «Jigsaw» — 3:32
4. «Bang Bang» — 3:22
5. «I Got You Dancing» — 3:33
6. «Pennies» (Gottwald, Levin) — 3:05
7. «Guitar» — 3:32
8. «Student Union» — 3:05
9. «Food Play» — 5:13
10. «I Got the Goods» — 3:01
11. «I Got You Dancing» (Semothy Jones Remix) (iTunes bonus track) — 4:06

Японские бонус-треки
- «So Human» (Sinden remix)
- «I Got You Dancing» (Jack Beats remix)
- «Jigsaw» (Taku Takahashi Remix)

Бонусный CD (ограниченное издание)
1. «I Got You Dancing» (Jack Beats remix)
2. «I Got You Dancing» (Semothy Jones remix)
3. «I Got You Dancing» (Medasyn Dub remix)
4. «So Human» (Soggy Face remix)
5. «So Human» (Sinden remix)
6. «I Got You Dancing» (видео)
7. «So Human» (видео)

## Чарты
| Чарт (2009)             | Наивысшее место |
| ----------------------- | --------------- |
| ARIA Urban Albums Chart | 11              |
| UK Albums Chart         | 121             |

## История релиза
| Регион         | Дата                |
| -------------- | ------------------- |
| Великобритания | 6 апреля 2009 года  |
| США            | 7 апреля 2009 года  |
| Австралия      | 17 апреля 2009 года |